# برتونیکو
برتونیکو (به ایتالیایی: Bertonico) یک کومونه در ایتالیا است که در استان لودی واقع شده‌است.

## خصوصیات
برتونیکو ۲۰٫۲ کیلومترمربع مساحت و ۱٬۱۶۲ نفر جمعیت دارد و ۶۳ متر بالاتر از سطح دریا واقع شده‌است.